# 푸에르토리코 (보드 게임)

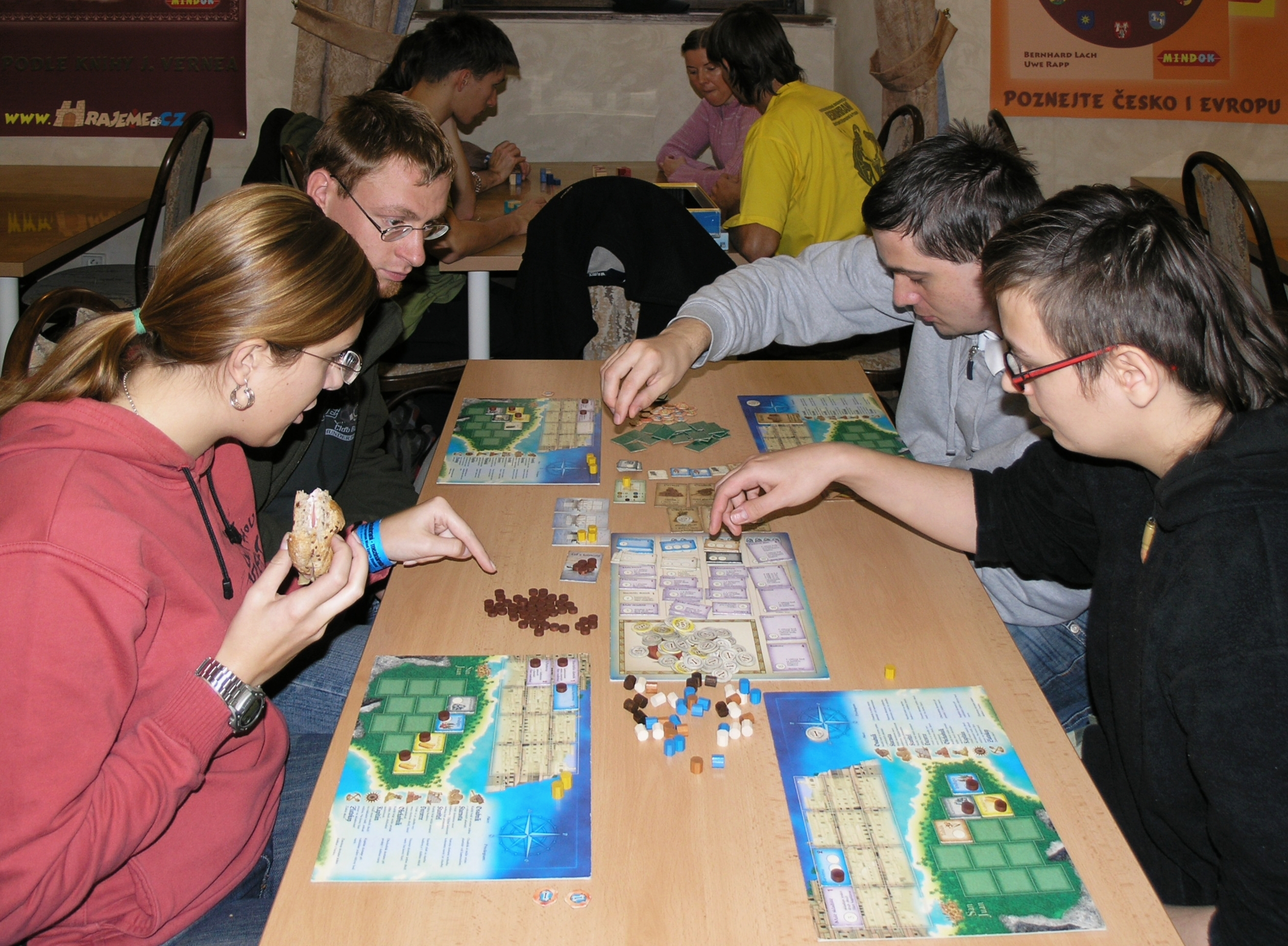

푸에르토리코(Puerto Rico)는 독일의 보드 게임으로, 안드레아스 사이파스가 제작하였다. 2002년 Alea사에서 처음 발매되었다.